# Étéocle fils d'Iphis
Pour les articles homonymes, voir Étéocle (homonymie).
Dans la mythologie grecque, Écléocle ou Étéoclos (en grec ancien Ἐτέοκλος / Étéoklos), fils du roi d’Argos Iphis, est un des participants de la guerre des Sept Chefs du côté de Polynice et des Argiens. Il ne doit pas être confondu avec Étéocle, frère de Polynice, qui prend également part à ce conflit en dirigeant les défenseurs thébains.
Chez le Pseudo-Apollodore, il est tué pendant le combat par un des fils d’Astacos, Léadès. Iphis n’ayant pas d’autre enfant mâle, c’est Sthénélos, le fils de sa sœur Évadné qui lui succède. Une scholie à l’Iliade prête un fils nommé Médon à Étéoclos, compté parmi les Épigones, mais inconnu par ailleurs.

## Dans la tragédie grecque
Écléocle est mentionné par Eschyle dans sa tragédie Les Sept contre Thèbes, qui relate cette guerre. Il est le troisième des sept chefs qui attaquent les sept portes de Thèbes : lancé contre la porte Néiste, il porte un bouclier représentant un soldat gravissant une échelle appliquée contre une muraille ennemie et criant qu'Arès lui-même ne le jetterait pas au bas du rempart. Étéocle fils d'Œdipe, qui dirige la défense de Thèbes, lui oppose Mégarée, fils de Créon.
Il apparaît aussi dans la tragédie d'Euripide Les Phéniciennes qui aborde le même sujet que la pièce d'Eschyle mais s'en démarque en partie. Dans la pièce d'Euripide, Étéocle ne fait pas partie des sept chefs lancés contre Thèbes : au contraire, il se replie après avoir remarqué le courroux de Zeus contre les assaillants, et Adraste doit le remplacer.
Il est également mentionné dans la tragédie de Sophocle Œdipe à Colone.

## Sources antiques
- Pseudo-Apollodore, Bibliothèque [détail des éditions] [lire en ligne] (III, 6, 3 et 4 ; III, 6, 8).
- Pausanias, Description de la Grèce [détail des éditions] [lire en ligne] (X, 10, 3).
- Euripide, Les Suppliantes [détail des éditions] [lire en ligne] (v. 871 et suiv.).
- Sophocle, Œdipe à Colone [détail des éditions] [lire en ligne] (v. 1316 et suiv.).
- Eschyle, Les Sept contre Thèbes [détail des éditions] [lire en ligne] (v. 457 et suiv.).
- Scholie à l’Iliade, IV, v. 404.